# Терек (Ставропольский край)
Те́рек — посёлок в Будённовском районе (муниципальном округе) Ставропольского края России.

## География
Примыкает к селу Стародубскому.

## История
Первые дома были построены в 1924 году как выселки села Стародубского. В 1925 году здесь разместились жилые и производственные помещения «Русско-американского акционерного общества».
До 16 марта 2020 года посёлок входил в упразднённый Стародубский сельсовет.

## Население
| 1989 | 2002  | 2010  | 2012  | 2014  | 2021  |
| ---- | ----- | ----- | ----- | ----- | ----- |
| 1490 | ↗1674 | ↗1841 | ↗1851 | ↗1900 | ↘1828 |

По данным переписи 2002 года в национальной структуре населения преобладают русские (81 %).

## Инфраструктура
- Дом культуры открыт в 1971 году[10]
- Библиотека (около 10 тысяч томов, доступ в Интернет). Открыта 27 мая 1951 года[10]
- Врачебная амбулатория. Открыта 20 июня 1991 года как фельдшерский пункт[10]
- Посёлок газифицирован
- Общественное открытое кладбище посёлка Терек (площадь 7 780 м²). Расположено за водоёмом в районе улицы Приозёрной[11].

## Учебные заведения
- Детский сад № 23 «Чебурашка». Открыт 23 апреля 1965 года[12]
- Средняя общеобразовательная школа № 12. На 330 мест.
- Стародубский филиал детской музыкальной школы (на 10 мест)

## Экономика
- Винодельческое предприятие «Вина Прикумья — 2000»
- Агропромышленный комплекс, объединяющий ООО КФХ «ТРАНС»(«Плюс»), ООО КФХ «Агат», ООО КФХ «Заря», ИП «Гасанов», семь мельниц, вакуумный мини-элеватор
- Коммунальные услуги предоставляют МУП ЖКХ «Мастер» и МУП ЖКХ «Терек»
- Торговым обслуживанием в основном занимаются торговая сеть Аллахвердиева

## Люди, связанные с посёлком
Александр Яковлевич Пригара (1912—1972) — участник Великой Отечественной войны, герой Советского Союза (1944). Работал бригадиром в местном винсовхозе. Здесь и похоронен.

## Памятники
- Памятник воинам-землякам, погибшим в годы Великой Отечественной войны 1941—1945 гг. 1967 год[13]